# ATHENA -アテナ-
『ATHENA -アテナ-』は、テレビ東京系列（TXN）で1998年4月7日 - 1998年6月30日にかけて毎週月曜深夜25:45-26:15に放送された実写ドラマ。全12回。未放映シーンも収録したVHSが全6巻で発売された。
エス・エヌ・ケイのゲーム作品『サイコソルジャー』『アテナ』を原案とし、同作の登場人物・麻宮アテナを主役としている。

## スタッフ
- 監督：小久保利己、門奈克雄、土岐善将、池上純哉
- プロデューサー：木川康利、東田眞一
- 企画：井上光晴
- 原案：SNK『サイコソルジャー』『アテナ』
- 脚本：鈴木貴子、岡崎由紀子、前川洋一、野沢純子、BONTA、堀内寅
- 撮影：久家裕二、永田貴樹、阿部大輔
- 美術：澤路和範
- 編集：乙竹薫、吉岡聡、井上秀明
- アクション：所博昭
- ナレーター：滝本ゆに、高橋かすみ
- ビジュアルエフェクト：馬場昭吏、平野明、加藤桂子、井手広法、小川義房
- 音効：原田慎也、高島慎太郎、メディアハウス
- 制作：石矢博、傳野貴之、神戸將光、鈴木和子、佐野泰章

## キャスト
- 麻宮アテナ - 石橋けい
- 大沢ヒロキ - 窪塚洋介
- シュウ - 松尾政寿
- 矢部リカ - 大谷みつほ
- 麻宮太郎 - 楠見尚己
- 麻宮今日子 - しみず霧子
- 矢部香苗 - 西尾真理
- 大泉 - 下山栄
- 小泉 - 鬼界浩巳
- 菅野渡 - 長倉大介
- 甲斐高次 - 宮本大誠
- 兵藤譲 - 並樹史朗
- 椎名まどか - 神保美喜
- 野口雅弘
- 英語教師 - 佐藤忠志